# Pyronota dives
Pyronota dives är en skalbaggsart som beskrevs av Thomas Broun 1893. Pyronota dives ingår i släktet Pyronota och familjen Melolonthidae. Inga underarter finns listade i Catalogue of Life.